# Glenea rubriceps
Glenea rubriceps är en skalbaggsart som beskrevs av Stefan von Breuning 1956. Glenea rubriceps ingår i släktet Glenea och familjen långhorningar. Inga underarter finns listade i Catalogue of Life.